# Stazione di Saitama-Shintoshin
La Stazione di Saitama-Shintoshin (さいたま新都心駅?, Saitama-Shintoshin-eki) è una stazione ferroviaria situata nel quartiere di Ōmiya-ku a Saitama, città della prefettura omonima, servita dalle linee Keihin-Tōhoku, Utsunomiya e Takasaki della JR East. Il nome "Saitama-Shintoshin" significa "Nuovo centro di Saitama".

## Linee

### Treni
- East Japan Railway Company
  - ■ Linea Keihin-Tōhoku
  - ■ Linea Utsunomiya (Linea Tōhoku)
  - ■ Linea Takasaki

## Struttura
La stazione è stata completamente sopraelevata nel 2011 e sono al momento in corso gli ultimi lavori per realizzare le banchine per la linea Shōnan-Shinjuku, i cui treni fermeranno nella stazione dal marzo 2013. Al momento sono presenti due piattaforme a isola serventi quattro binari
| 1 | ■ Linea Keihin-Tōhoku | per Ueno, Tokyo, Yokohama e Ōfuna     |
| 2 | ■ Linea Keihin-Tōhoku | per Ōmiya                             |
| 3 | ■ Linea Utsunomiya    | per Akabane, Tokyo, Yokohama e Ōfuna  |
| 3 | ■ Linea Takasaki      | per Akabane , Tokyo, Yokohama e Ōfuna |
| 4 | ■ Linea Utsunomiya    | per Oyama, Utsunomiya e Kuroiso       |
| 4 | ■ Linea Takasaki      | per Kumagaya, Takasaki e Maebashi     |

## Stazioni adiacenti
| «                   | Servizio            | »                   |
| Linea Keihin-Tōhoku | Linea Keihin-Tōhoku | Linea Keihin-Tōhoku |
| ------------------- | ------------------- | ------------------- |
| Yono                | Locale              | Ōmiya               |
| Yono                | Rapido              | Ōmiya               |
| Linea Utsunomiya    |                     |                     |
| Urawa               | Rapido Rabbit       | Ōmiya               |
| Urawa               | Rapido pendolari    | Ōmiya               |
| Linea Takasaki      |                     |                     |
| Urawa               | Rapido Urban        | Ōmiya               |
| Akabane             | Rapido pendolari    | Ōmiya               |